# Calgary (Mull)
Calgary é uma aldeia na costa noroeste da ilha de Mull, em Argyll e Bute, na Escócia. A aldeia está dentro da freguesia de Kilninian e Kilmore. Foi a origem do nome de Fort Calgary no Canadá, que se tornou a cidade de Calgary, em Alberta.